# Grey Lynn
Grey Lynn – najstarsza dzielnica mieszkalna w Auckland w Nowej Zelandii, położona trzy kilometry na zachód od centrum miasta. Początkowo osobna osada, Grey Lynn została połączona z Auckland City w 1914.
Grey Lynn jest otoczona przez Grey Lynn Park, który nie był częścią dzielnicy do 1883, kiedy okazało się, że te podmokłe tereny nie nadają się pod budowę. W 1914 ziemia została osuszona i splantowana. W parku odbywa sięcoroczny Grey Lynn Park Festival, który odwiedza 10000 osób w trzecią sobotę listopada.
Często charakter Grey Lynn jest określany jako "pretensjonalny" ("arty"), uchodzi za "tradycyjny dom wolnomyślicieli i osób przeciwnych establishmentowi" ("traditional home to free-thinkers and anti-establishment types").